# 島村成達
島村 成達（嶋村、しまむら せいだつ、1859年（安政6年10月） - 1903年（明治36年）11月27日）は、日本の政治家。衆議院議員（1期）。

## 経歴
対馬国下県郡(のち長崎県下県郡、現・対馬市)生まれ。対馬藩校で学ぶ。小茂田村(のち佐須村→厳原町、現・対馬市)長となる。また、青年団を組織し、対馬の島政に力を尽くした。
1892年の第2回衆議院議員総選挙において長崎6区から自由党所属で立候補したが1票差で落選。1894年3月の第3回衆議院議員総選挙では自由党から立候補したが落選。同年9月の第4回衆議院議員総選挙では自由党から立候補し34票を獲得、対立候補と同数だったが、島村が年長者のため当選者となった。衆議院議員を1期務め、1898年3月の第5回衆議院議員総選挙は不出馬。1903年に死去した。